# Cimitero di Santa Maria dei Rotoli
Il cimitero di Santa Maria dei Rotoli si trova nel quartiere Vergine Maria a Palermo ed è il più grande cimitero della città. È stato impiantato a ridosso di Monte Pellegrino nel 1837 quando, in seguito all'epidemia di colera, il cimitero di Sant'Orsola non fu più sufficiente ad accogliere le salme. Vi sono monumenti e cappelle realizzate dai maggiori scultori palermitani dell'epoca, fra cui Benedetto Civiletti, Pasquale Civiletti e Antonio Ugo.
A un'estremità si trova il cimitero acattolico o "degli inglesi", un'area rettangolare cinta da alti muri, dove venivano sepolte persone di altra fede (protestanti, ortodossi, ebrei...) o senza fede, tanto di origine straniera, quanto di origine italiana. Vi sono sepolti, fra gli altri, alcuni membri della famiglia Whitaker, la famiglia Ahrens, la famiglia Lecerf, Christian Caflisch e alcuni membri della famiglia Noto La Diega.
Nel 1982 viene costruito il tempio crematorio.

## Personalità sepolte nel cimitero monumentale

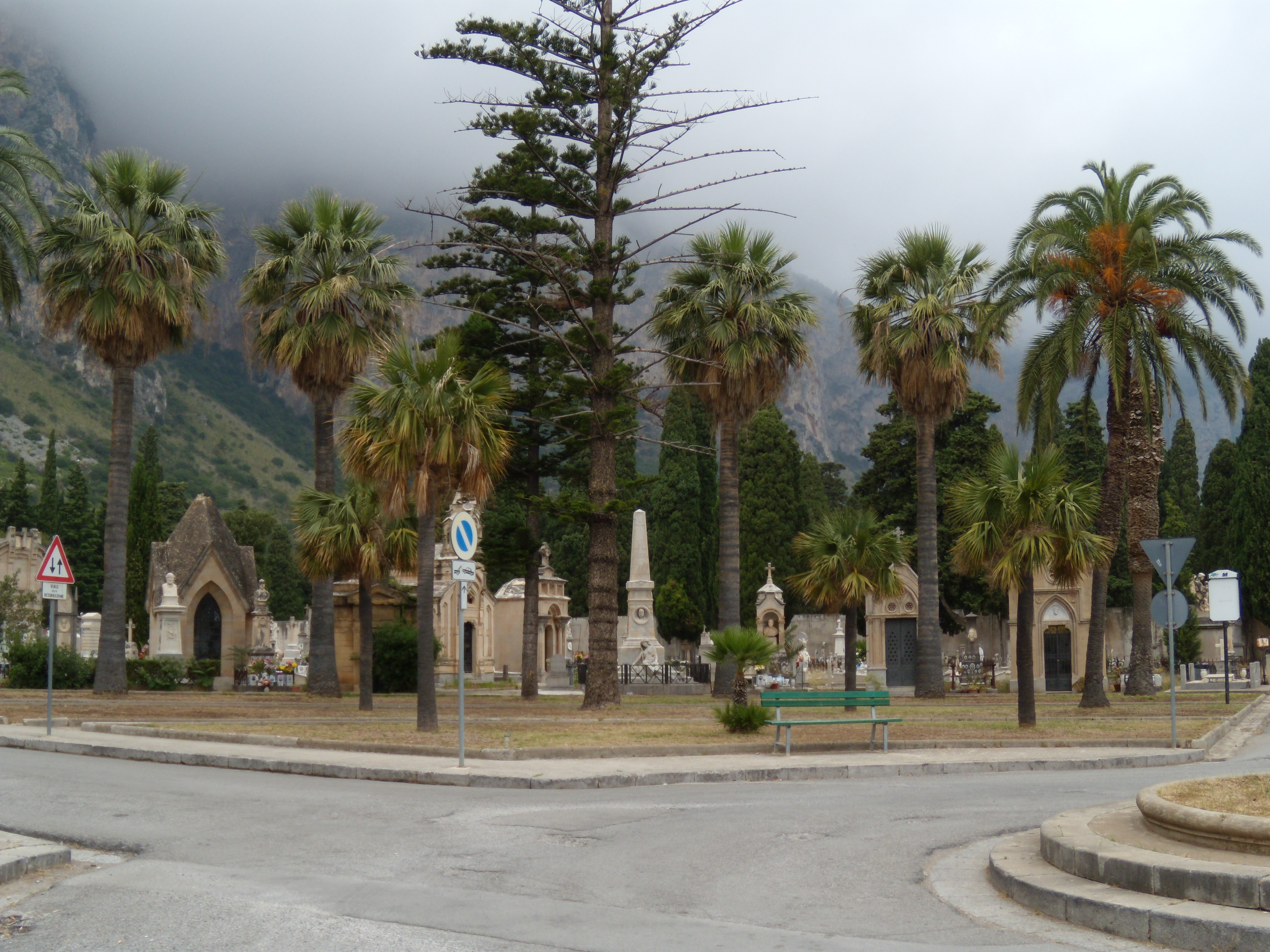
Cappelle gentilizie nel cimitero di Santa Maria dei Rotoli

- Albert Ahrens (1852 - 1938), imprenditore del vino, dei mobili e del tessile
- Giovan Battista Filippo Basile (1825 - 1891) e Ernesto Basile (1857 - 1932), architetti e docenti universitari
- Andrea Biondo (1940 - 2002), pittore
- George Blake (1862 - 1912), calciatore (funzionario del Consolato britannico, fu tra i fondatori del Genoa e del Palermo)
- Pietro Bonanno (1863 - 1905), politico (assessore ai lavori pubblici, deputato e pro-sindaco di Palermo)
- Luigi Maria Burruano (1948 - 2017), attore
- Christian Caflisch (1831 - 1897), innovativo imprenditore, barista e pasticcere svizzero, (fondatore, con la famiglia, dei celebri Caflisch Café, fra cui quello palermitano, dove si dice che Giuseppe Tomasi di Lampedusa abbia scritto parte de Il Gattopardo[3])
- Salvatore Castiglia (1819 - 1895), comandante di marina, patriota, componente dei Mille, diplomatico
- Agostino Catalano (1949 - 1992), assistente capo di Polizia, uomo della scorta del giudice Paolo Borsellino (ucciso dalla mafia nella strage di via d'Amelio)
- Francesco Paolo Ciaccio (1821 - 1885), patriota e politico
- Pasquale Civiletti (1858 - 1952), scultore
- Simone Cuccia (1841 - 1894), avvocato, sociologo e politico
- Luigi Epifanio (1898 - 1976), architetto
- Andrea Finocchiaro Aprile (1878 - 1964), avvocato, professore universitario e politico
- Franco Franchi (1928 - 1992), attore, comico, cantante e conduttore televisivo
- Pietro Frasca Polara (1903 - 1965), economista e imprenditore
- La famiglia di fotografi Incorpora, fra cui Giuseppe Incorpora (1834 - 1914)
- Eliodoro Lombardi (1834 - 1894), scrittore e patriota
- Giovanni Lo Porto (1977 - 2015), blogger e operatore umanitario italiano (rapito da miliziani nella città pakistana di Multan e ucciso da un drone statunitense)
- Francesco Messina (1840 - 1914), scultore
- Antonio Montinaro (1962 - 1992), agente di Polizia (ucciso dalla mafia nella strage di Capaci[4])
- Francesca Morvillo (1945 - 1992), magistrato e docente universitaria (uccisa dalla mafia insieme al marito, magistrato Giovanni Falcone; tumulata nel 2016, dopo il trasferimento dal cimitero di Sant'Orsola, nella cappella Tagliavia)
- Emanuele Notarbartolo (1834 - 1893), componente dei Mille, uomo politicocomponente dei Mille, sindaco di Palermo, banchiere (ucciso dalla mafia)
- Giuseppe Paviglianiti "Il Buddha di Palermo" (1941 - 2000), personaggio televisivo e attore (I resti sono stati però dispersi in un ossario comune dopo l'esumazione a fine concessione dalla tomba a terra, poiché nessuno ha pagato una celletta[5])
- Eleonora Ragusa (Kiyohara Tama) (1861 - 1939), modella d'arte, pittrice, illustratrice, docente, direttrice di scuola d'arte e collezionista d'arte giapponese (presente dal 1985 con metà delle sue ceneri, mentre l'altra metà è conservata nel natìo Giappone, dov'è morta ed è stata cremata[6])
- Vincenzo Ragusa (1841 - 1927), componente dei Mille, scultore, docente, direttore di scuola d'arte e collezionista d'arte
- Vincenzo Raja (1881 - 1949), enologo e politico antifascista, XII presidente del Consiglio provinciale di Palermo
- Remo Sandron (1854 - 1925), editore
- Pasquale Sarullo (1828 - 1893), francescano, presbitero e pittore italiano
- Vito Schifani (1965 - 1992), agente di Polizia (ucciso dalla mafia nella strage di Capaci)
- Salvatore Schillaci (1964 - 2024), calciatore (solo cremazione)[7]
- Mario Trapassi (1950 - 1983), carabiniere (ucciso dalla mafia nell’attentato al giudice Rocco Chinnici)
- Antonio Ugo (1870 - 1950), scultore e medaglista
- Bernardino Verro (1866 - 1915), sindacalista e politico italiano (ucciso dalla mafia mentre era sindaco di Corleone)
- Pietro Volpes (1827 - 1924), pittore
- Čestmír Vycpálek (1921 - 2002), calciatore ed allenatore di calcio cecoslovacco

## Opere d'arte

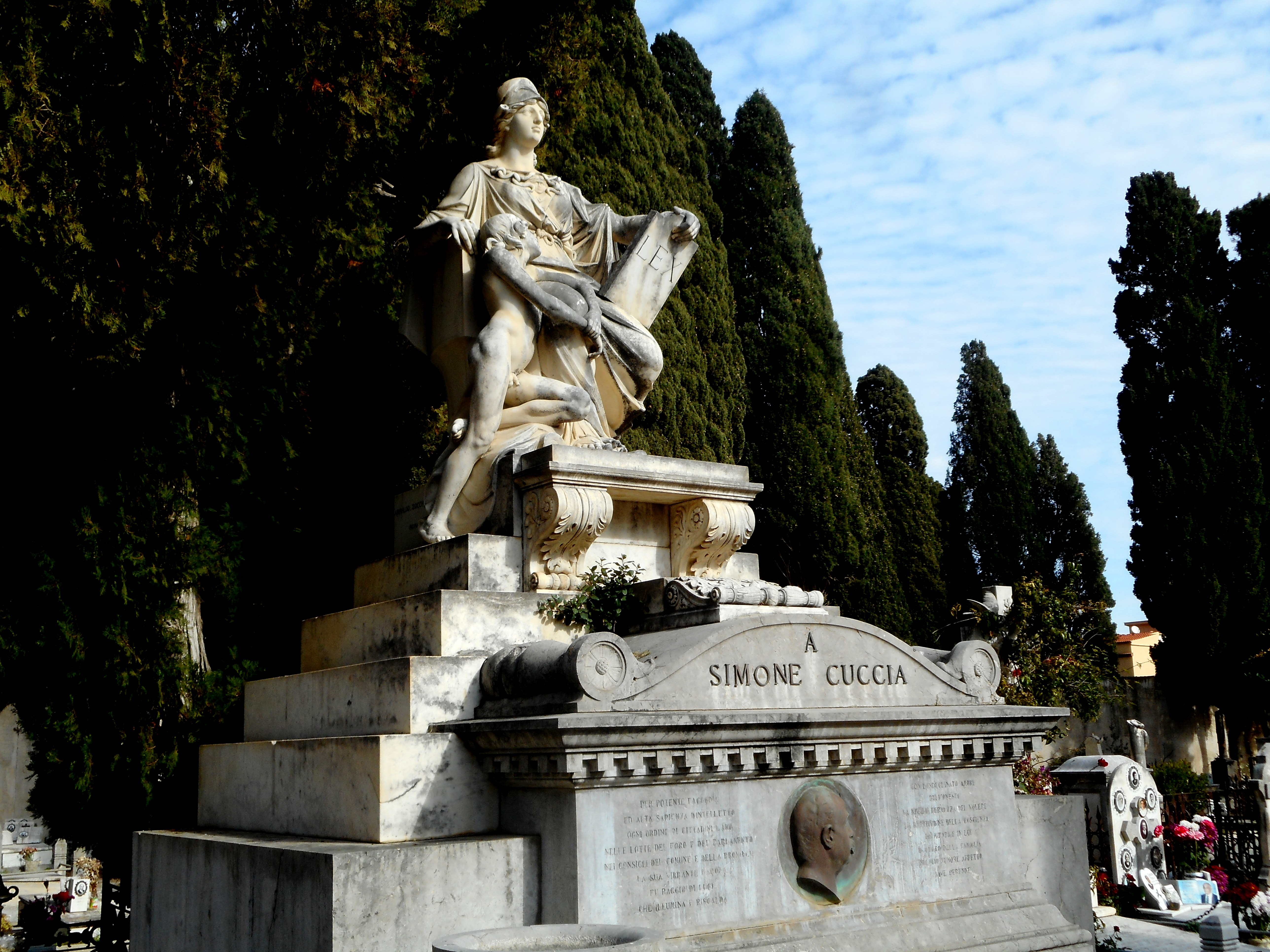
Monumento funerario di Simone Cuccia

- Monumento a Gaetano Deltignoso (1887), dell'architetto Giuseppe Damiani Almeyda, con una statua di Mario Rutelli
- Cappella della famiglia Mastrogiovanni-Tasca (1891), dell'architetto Ernesto Armò, con un angelo in marmo dello scultore Mario Rutelli
- Cappella Salamone (1893), di Benedetto Civiletti
- Cappella Cardona, degli architetti Giovan Battista Palazzotto e Francesco Paolo Palazzotto
- Monumento del barone Geracello, di Benedetto Civiletti
- Monumento per Mauro Tumminelli (1892), di Pasquale Civiletti
- Monumento di Simone Cuccia (1841-1894), giurista e politico, di Arnaldo Zocchi
- Cappella Pintacuda, di Salvatore Valenti
- Cappelle Cirrincione (1901), dell'architetto Ernesto Armò
- Cappella Tagliavia (1902), di Ernesto Armò
- Monumento funebre per Francesco Paolo Ciaccio, di Francesco Paolo Palazzotto (1903)
- Edicola della famiglia De Francis, di Giuseppe Valenti